# Verbovec (okres Berehovo)
Verbovec (ukrajinsky Вербовець, maďarsky Verbőc) je vesnice ve Vylocké vesnické komunitě v beherovském okrese Zakarpatské oblasti Ukrajiny. V roce 2001 zde žilo 1188 obyvatel, z toho 94,11 % obyvatel maďarské národnosti.

## Historie
První písemná zmínka o Verbovci pochází z roku 1246. Poprvé se připomíná jako Vrbovac v době krále Bély IV. Do Trianonské smlouvy byla obec součástí Uherska, poté byla součástí Československa. Za první československé republiky byla obec vedena pod názvem  Verbovec. Nejbližší četnická stanice byla v Šalankách.

## Osobnosti
- Štefan Verbőci (1458–1541), zemský soudce a uherský palatin